# Bataille de Picacho Pass
Guerre de Sécession
Batailles
Théâtre oriental
- Virginie-occidentale
- Manassas
  - 1re Bull Run
- 1re Virginie Septentrionale
- Burnside Expedition
- Péninsule
- Sept Jours
  - Gaines's Mill
  - Malvern Hill
- 1re Shenandoah valley
- 2de Virginie Septentrionale
  - 2de Bull Run
- Maryland
  - Antietam
- Fredericksburg
- Tidewater
- Chancellorsville
  - Chancellorsville
- Pennsylvanie
  - Gettysburg
- Bristoe
- Mine Run
- Campagne terrestre
  - Wilderness
  - Spotsylvania
  - Cold Harbor
- Bermuda Hundred
- 2de Shenandoah valley
  - Opequon
  - Cedar Creek
- Petersburg
- 1re Wilmington
- 2de Wilmington
- Appomattox
  - 3e Petersburg
  - Sayler's Creek
  - Appomattox C.H.

Théâtre occidental
- East Kentucky
- Shiloh
  - Fort Henry
  - Fort Donelson
  - Shiloh
- Kentucky
- Raid de Newburgh
  - Perryville
- Stones River
  - Murfreesboro
- Vicksburg
  - Champion Hill
  - Vicksburg
- Raid de Morgan
- Raid de Hines
- Tullahoma
- Chickamauga
- Chattanooga
- Knoxville
- Raid Forrest
- Atlanta
- Franklin-Nashville
- Savannah
- Carolines
  - Bentonville
- Raid de Wilson

Théâtre Trans-Mississippi
- Arizona confédéré
  - 1re Messilla
- Missouri
  - Wilson's Creek
- Territoire indien
- Trail of Blood on Ice
- Nouveau-Mexique
- Boston Mountains
- Pea Ridge
- 1re Texas
- Little Rock
- 2de Texas
- Camden
- Red River
- Raid de Price
- Palmito Ranch

Théâtre du bas littoral et approche du golfe
- Fort Sumter
- Blocus de l'Union
- 1re Bayou Teche
- Mississippi valley
  - Port Hudson
- Charleston
- 2de Bayou Teche
- Mobile Bay
- Mobile

- Point of Rocks (en)
- Wagon Mound (en)
- Combat de Bell (en)
- Cieneguilla (en)
- Ojo Caliente Canyon (en)

- Diablo Mountains (en)
- Expédition d'Antelope Hills (en)
- Little Robe Creek (en)
- 1re Adobe Walls

- Cooke's Spring (en)
- Expédition de Bonneville (en)
- Madera Canyon (en)
- Mimbres River (en)
- Affaire Bascom
- Tubac
- Cooke's Canyon
- Florida Mountains
- Gallinas Mountains
- Placito
- Pinos Altos
- 1re Dragoon Springs
- 2e Dragoon Springs
- Apache Pass
- Big Bug
- Mowry (en)
- Mount Gray
- Doubtful Canyon
- Fort Buchanan

- Pipe Spring

- Camp Grant
- Wickenburg
- Burro Canyon
- Tonto Basin
- Salt River Canyon
- Turret Peak (en)
- Sunset Pass (en)

- Yellow House Canyon (en)

- Ojo Caliente
- Las Animas Canyon
- Hembrillo Basin (en)
- Alma (en)
- Fort Tularosa (en)
- Carrizo Canyon (en)

- Cibecue Creek
- Fort Apache (en)
- McMillenville (en)
- Big Dry Wash
- Lordsburg Road
- Devil's Creek (en)
- Little Dry Creek (en)
- Nacori Chico
- Bear Valley (en)
- Pinito Mountains

- Kelvin Grade (en)
- Cherry Creek (en)
- Guadalupe Canyon (en)

La bataille de Picacho Pass est un combat mineur de la guerre de Sécession. Il a lieu le 15 avril 1862, à une cinquantaine de kilomètres au nord-ouest de Tucson dans l'Arizona.
Ce ne fut qu'une escarmouche mais il est considéré comme le combat le plus à l'ouest de ceux livrés pendant le conflit.

## Le contexte

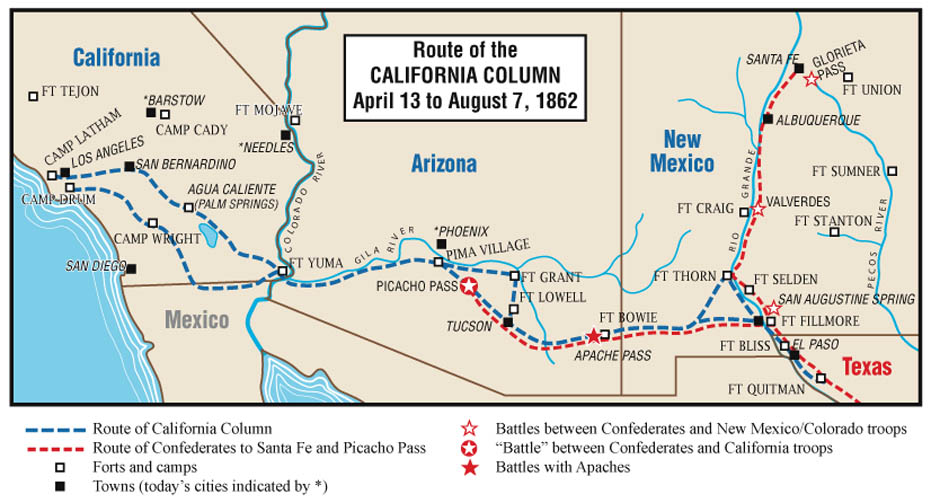
La marche de la Colonne de Californie

La Confédération sudiste a cherché dès le début du conflit à étendre son territoire vers l'ouest. Elle a essayé d'occuper les Territoires du Nouveau Mexique. Le 28 février 1862, une petite troupe de cavaliers sudistes a occupé Tucson.
Pour contrer ce projet, les nordistes de Californie mettent sur pied la Colonne de Californie, force militaire de 11 compagnies d'infanterie, 2 de cavalerie et 2 batteries d'artillerie. L'un de ses objectifs est la reprise de Tucson.
Les sudistes sont au courant de l'approche de la colonne. Ils ont établi des piquets pour savoir quand elle approchera. Un de ces piquets est posté à Picacho Pass, dans le relai de diligence abandonné qui s'y trouve. Les nordistes, eux, envoient des patrouilles en avant de leur colonne, en éclairage.

## La situation avant le combat

### Nordistes
Les nordistes, eux, envoient deux patrouilles en avant de leur colonne, en éclairage. Elles sont commandées par le lieutenant Barrett et le lieutenant Baldwin et doivent reconnaître Picacho Pass pour éviter que le gros de la colonne nordiste ne soit surprise. La première patrouille doit contourner la passe par l'est et la seconde par l'ouest, pour éviter de tomber dans une embuscade.

### Sudistes
Les sudistes ne sont là que pour détecter l'arrivée de forces nordistes et prévenir Tucson. Ils se sont placés en embuscade dans le col de Picacho Pass.

## Le combat
Le 15 avril 1862, une patrouille nordiste, 12 cavaliers conduits par le lieutenant Barrett, contrairement aux ordres reçus, aborde la passe sans précautions. Elle est surprise par la petite troupe sudiste quand elle approche de l'ancien relai. L'escarmouche dure une heure et se solde par la mort de Barrett et 2 de ses cavaliers, 3 autres étant blessés. Ils ont fait 3 prisonniers, tué un sudiste et blessés 4 autres.
Sans chef, les nordistes battent alors en retraite avec leurs prisonniers. Les sudistes survivants font de même,.

## Les suites du combat
Incapables d'obtenir des renforts, trop faibles pour s'opposer à la force nordiste approchant, les sudistes évacuent Tucson et regagnent le Texas.
|                                |
| Panneau sur le site du combat. |

|                               |
| Monument érigé sur les lieux. |

|                                    |
| Reconstitution du combat, en 2007. |